# CEマンレザ
セントレ・デスポルツ・マンレザ（Centre d'Esports Manresa）は、スペイン・カタルーニャ州マンレザに本拠地を置くサッカークラブ。現在はテルセーラ・ディビシオンRFEFに所属している。

## 概要
1906年、マンレザ市内初のサッカークラブとなるマンレザFCが設立され、1909年にはカタロニアECが後を追う形で誕生した。1916年、両クラブは合併し、このCEマンレザが生まれた。スタジアムやクラブカラーは前者のマンレザFCのものを引き継いでいる。
1974-75シーズンには、クラブ史上初めてコパ・デル・レイに出場したが、3回戦で敗退した。

## タイトル

### 国内タイトル
- テルセーラ・ディビシオン : 1回
  - 1955-56

- カタルーニャ州1部リーグ : 2回
  - 1973-74, 2000-01

- カタルーニャ州2部リーグ : 3回
  - 1979-80, 1997-98, 2013-14

### 国際タイトル
- なし

## 過去の成績
| シーズン | 部 | ディヴィジョン    | 順位 | コパ・デル・レイ |
| -------- | -- | ----------------- | ---- | ---------------- |
| 2000-01  | 4  | カタルーニャ州1部 | 1位  |                  |
| 2001-02  | 4  | テルセーラ        | 16位 |                  |
| 2002-03  | 4  | テルセーラ        | 13位 |                  |
| 2003-04  | 4  | テルセーラ        | 14位 |                  |
| 2004-05  | 4  | テルセーラ        | 17位 |                  |
| 2005-06  | 4  | テルセーラ        | 5位  |                  |
| 2006-07  | 4  | テルセーラ        | 10位 |                  |
| 2007-08  | 4  | テルセーラ        | 19位 |                  |
| 2008-09  | 5  | カタルーニャ州1部 | 18位 |                  |
| 2009-10  | 6  | カタルーニャ州2部 | 13位 |                  |
| 2010-11  | 6  | カタルーニャ州2部 | 5位  |                  |
| 2011-12  | 5  | カタルーニャ州1部 | 17位 |                  |
| 2012-13  | 6  | カタルーニャ州2部 | 3位  |                  |
| 2013-14  | 6  | カタルーニャ州2部 | 1位  |                  |
| 2014-15  | 5  | カタルーニャ州1部 | 3位  |                  |

| シーズン | 部 | ディヴィジョン    | 順位    | コパ・デル・レイ |
| -------- | -- | ----------------- | ------- | ---------------- |
| 2015-16  | 5  | カタルーニャ州1部 | 4位     |                  |
| 2016-17  | 5  | カタルーニャ州1部 | 10位    |                  |
| 2017-18  | 5  | カタルーニャ州1部 | 2位     |                  |
| 2018-19  | 5  | カタルーニャ州1部 | 2位     |                  |
| 2019-20  | 4  | テルセーラ        | 10位    |                  |
| 2020-21  | 4  | テルセーラ        | 5位/3位 |                  |
| 2021-22  | 5  | テルセーラRFEF    |         |                  |

- 40シーズン - テルセーラ・ディビシオン
- 1シーズン - テルセーラ・ディビシオンRFEF

## 歴代監督
- パトリシオ・カイセド 1958-1959
- ジョゼップ・セゲール 1959-1961, 1973

## 歴代所属選手
- ジョルディ・ラルディン 1990-1991
- アイトール・ルイバル 2013